# Biblioteca Pubblica Arús
La Biblioteca Pubblica Arús (in catalano Biblioteca Pública Arús) (BPA), inaugurata nel 1895 è una biblioteca di ricerca di Barcellona, fondata da Valentí Almirall sulla base delle disposizioni testamentarie del filantropo Rossendo Arús y Arderiu.

## Storia e fondi
In origine la biblioteca disponeva di un fondo di 25.000 tra volumi e periodici. Di particolare rilievo le collezioni relative alla Massoneria, al colonialismo, al federalismo, agli spartiti musicali. Notevole il fondo contenente gli atti e i documenti della Prima Internazionale in Spagna. Dopo la guerra civile la biblioteca venne chiusa nel 1939 dal Franchismo e poté riaprire i battenti solo nel 1967 come biblioteca popolare, grazie ad un accordo tra l'amministrazione comunale e quella provinciale.

Dopo la fine della dittatura ha assunto le caratteristiche di una biblioteca di ricerca, specializzata (grazie a diverse donazioni) nella cultura del XIX secolo e nella storia del Movimento operaio e dell'anarchismo. Attualmente raccoglie oltre 70.000 opere